# 木村泰大
木村 泰大（きむら やすひろ、1983年11月15日 - ）は、日本の男性アニメーター、アニメ演出家、アニメ監督。

## 来歴
多摩美術大学を卒業後、スタジオコメットに入社。動画から原画に昇格し、作画スタッフとして活躍した。また、この時期にスタジオコメットで監督や演出を数多く担当していた森脇真琴に演出家として強い影響を受けている。2013年の『ジュエルペット ハッピネス』では監督の桜井弘明に自ら演出の仕事を志願し、主にBANKパートの絵コンテ・演出を任されたのち、本編の第28話「あおい鳥が飛んで来た〜！」で演出を、第40話「ジュエル防衛隊しゅつど〜！」で絵コンテでそれぞれデビューした。
その後、他社作品においても演出を経験し、2016年の『三者三葉』で初の監督となる。2017年以降、スタジオコメット、SILVER LINK.、動画工房制作の作品を中心に参加している。

## 参加作品

### テレビアニメ
2010年
- イナズマイレブン（動画検査）
- ジュエルペット てぃんくる☆（動画検査）

2013年
- ジュエルペット ハッピネス（各話 絵コンテ・演出）

2014年
- いなり、こんこん、恋いろは。（作画監督）
- 世界征服〜謀略のズヴィズダー〜（演出）
- Fate/kaleid liner プリズマ☆イリヤ ツヴァイ!（各話 絵コンテ・演出）
- 蟲師 続章（演出）

2015年
- 美男高校地球防衛部LOVE!（各話 絵コンテ・演出）
- プラスティック・メモリーズ（各話 絵コンテ・演出）
- 城下町のダンデライオン（絵コンテ・演出）
- Fate/kaleid liner プリズマ☆イリヤ ツヴァイ ヘルツ!（各話 絵コンテ・演出）
- 銀魂゜（演出）
- 俺がお嬢様学校に「庶民サンプル」としてゲッツされた件（絵コンテ・演出）

2016年
- 三者三葉（監督、オープニング・エンディング・各話 絵コンテ・演出)
- NEW GAME!（オープニング・エンディング 絵コンテ・演出）
- 美男高校地球防衛部LOVE!LOVE!（各話 絵コンテ・演出）

2017年
- CHAOS;CHILD（各話 絵コンテ・演出）
- こねこのチー ポンポンらー大旅行（各話 絵コンテ）
- 異世界食堂（オープニング 絵コンテ・演出）
- NEW GAME!!（オープニング・各話 絵コンテ・演出）
- アイドルマスター SideM（絵コンテ）

2018年
- ジョジョの奇妙な冒険 黄金の風（監督・各話 演出）※監督は髙橋秀弥と連名、総監督は津田尚克。

2021年
- 2.43 清陰高校男子バレー部（監督）

2022年
- うる星やつら（2022年版）（2022年 - 2024年、監督・絵コンテ・演出・原画）※監督は髙橋秀弥と連名。